# Haynesville (Maine)
Haynesville ist eine Town im Aroostook County des Bundesstaates Maine in den Vereinigten Staaten. Im Jahr 2020 lebten dort 97 Einwohner in 106 Haushalten auf einer Fläche von 108,5 km².

## Geographie
Nach dem United States Census Bureau hat Haynesville eine Gesamtfläche von 108,52 km², von der 107,17 km² Land sind und 1,35 km² aus Gewässern bestehen.

### Geographische Lage
Haynsville liegt im Süden des Aroostook Countys. Durch die Town fließt der Mattawamkeag River mit seinen Zuflüssen in südlicher Richtung. Es gibt keine Seen auf dem Gebiet von Haynsville. Die Oberfläche ist eben, im Norden der Town liegt mit dem 170 m hohen Mitchel Mountain die höchste Erhebung von Haynsville.

### Nachbargemeinden
Alle Entfernungen sind als Luftlinien zwischen den offiziellen Koordinaten der Orte aus der Volkszählung 2010 angegeben.
- Norden: Unorganized Territory, South Aroostook, 22,8 km
- Nordosten: Amity, 17,3 km
- Osten: Orient, 15,5 km
- Südosten: Weston, 14,4 km
- Süden: Bancroft, 4,6 km
- Südwesten: Reed Plantation, 11,4 km
- Westen: Glenwood Plantation, 12,2 km

### Stadtgliederung
In Haynesville gibt es nur eine Ansiedlung mit gleichem Namen.

### Klima
Die mittlere Durchschnittstemperatur in Haynesville liegt zwischen −11,7 °C (11° Fahrenheit) im Januar und 18,3 °C (65° Fahrenheit) im Juli. Damit ist der Ort gegenüber dem langjährigen Mittel der USA um etwa 10 Grad kühler. Die Schneefälle zwischen Oktober und Mai liegen mit über fünfeinhalb Metern knapp doppelt so hoch wie die mittlere Schneehöhe in den USA, die tägliche Sonnenscheindauer liegt am unteren Rand des Wertespektrums der USA.

## Geschichte
Damit die Bewohner das Wahlrecht bekommen konnten, wurde Haynsville 1859 als Haynesville Plantation organisiert. Zuvor war die Gegend benannt als Township No. 2, Second Range West of the Easterly Line of the State  (T2 R2 WELS). Die Town Haynsville wurde am 18. Februar 1876 gegründet. Benannt wurde sie nach dem Geschäftsmann Alvin Haynes. Im Jahr 1877 wurde der Teil der zuvor als Leavitt Plantation bekannt war ausgegliedert und zum Forkstown Township.
Tombstone Every mile
Dick Curless

(Bitte Urheberrechte beachten)
Der Country-Sänger Dick Curless widmete dem Highway in Haynsville den Song A Tombstone Every Mile. In diesem Song beschreibt er die Gefährlichkeit der Straße, welche von vielen Truckern für die Fahrt zu den Märkten in Boston genutzt wird. Die Strecke durch die Wälder ist derartig berüchtigt, dass sich sogar Gespenstergeschichten gebildet haben.

### Einwohnerentwicklung
| Volkszählungsergebnisse – Town of Haynesville, Maine | Volkszählungsergebnisse – Town of Haynesville, Maine | Volkszählungsergebnisse – Town of Haynesville, Maine | Volkszählungsergebnisse – Town of Haynesville, Maine | Volkszählungsergebnisse – Town of Haynesville, Maine | Volkszählungsergebnisse – Town of Haynesville, Maine | Volkszählungsergebnisse – Town of Haynesville, Maine | Volkszählungsergebnisse – Town of Haynesville, Maine | Volkszählungsergebnisse – Town of Haynesville, Maine | Volkszählungsergebnisse – Town of Haynesville, Maine | Volkszählungsergebnisse – Town of Haynesville, Maine |
| Jahr                                                 | 1800                                                 | 1810                                                 | 1820                                                 | 1830                                                 | 1840                                                 | 1850                                                 | 1860                                                 | 1870                                                 | 1880                                                 | 1890                                                 |
| ---------------------------------------------------- | ---------------------------------------------------- | ---------------------------------------------------- | ---------------------------------------------------- | ---------------------------------------------------- | ---------------------------------------------------- | ---------------------------------------------------- | ---------------------------------------------------- | ---------------------------------------------------- | ---------------------------------------------------- | ---------------------------------------------------- |
| Einwohner                                            |                                                      |                                                      |                                                      |                                                      |                                                      | 96                                                   | 169                                                  | 165                                                  | 224                                                  | 280                                                  |
| Jahr                                                 | 1900                                                 | 1910                                                 | 1920                                                 | 1930                                                 | 1940                                                 | 1950                                                 | 1960                                                 | 1970                                                 | 1980                                                 | 1990                                                 |
| Einwohner                                            | 316                                                  | 272                                                  | 349                                                  | 251                                                  | 235                                                  | 185                                                  | 187                                                  | 157                                                  | 169                                                  | 243                                                  |
| Jahr                                                 | 2000                                                 | 2010                                                 | 2020                                                 | 2030                                                 | 2040                                                 | 2050                                                 | 2060                                                 | 2070                                                 | 2080                                                 | 2090                                                 |
| Einwohner                                            | 122                                                  | 121                                                  | 97                                                   |                                                      |                                                      |                                                      |                                                      |                                                      |                                                      |                                                      |

## Wirtschaft und Infrastruktur

### Verkehr
Durch Haynesville führt der U.S. Highway 2 auch genannt Military Road, der sich nach Norden in Richtung Houlton und nach Süden in Richtung Reed Plantation fortsetzt.

### Öffentliche Einrichtungen
Haynesville besitzt keine eigene Bücherei. Die nächstgelegene ist die Cary Library in Houlton.
Die nächstgelegenen Krankenhäuser für die Bewohner von Haynesville befinden sich in Holton und Danforth.

### Bildung
Haynesville gehört mit Amity, Cary Plantation, Hodgdon, Linneus, Ludlow und der New Limerick zum Maine School Administrative District #70.
Im Schulbezirk werden den Schulkindern mehrere Schulen angeboten:
- Mill Pond School in Hodgdon
- Hodgdon Middle / High School in Hodgdon